# Anna Breman
Anna Breman (13 de maio de 1976) é uma banqueira e economista sueca. Atualmente, ela atua como Primeira Vice-Governadora do Sveriges Riksbank, o banco central da Suécia, desde 2 de setembro de 2022 até o fim do seu mandato, em 30 de novembro de 2025.
Breman é doutorada em Economia e foi economista-chefe e chefe global de investigação macro no Swedbank. Ela também trabalhou no Ministério das Finanças sueco, no Banco Mundial e como pesquisadora nos Estados Unidos.